# Rathenow
Rathenow (IPAˈʁaːtənoː) er administrationsby i landkreis Havelland i den tyske delstat Brandenburg og har en befolkning på 27.085 indbyggere (2005).
Rathenow ligger ved floden Havel, omkring 70 kilometer vest for Berlin.
Efter nyorganiseringen af kreisinddelingen i kongeriget Preussen efter Wienerkongressen blev Rathenow forvaltningssæde for Westhavelland regierungsbezirk Potsdam i delstaten Brandenburg. Byen blev udskilt fra Westhavelland som selvstændig kommune i 1925.
Byen har vært et vigtigt center for Preussens og Tysklands optiske industri.
Under den sovjetiske okkupation var der et oprør den 17. juni 1953, hvor lederne for den sovjetiske militæradministrationen blev lynchet af borgerne.
I byen står bl.a. det store barokmindesmærke for den store kurfyrstens slag mod Sverige i 1675.
- Wikimedia Commons har flere filer relateret til Rathenow